# 表現の不自由展
表現の不自由展（ひょうげんのふじゆうてん）は、日本で開催された2015年のギャラリー古藤における展示から始まった展示イベント。不定期で開催される。

## 表現の不自由展
2012年に慰安婦写真展を巡る論争が起きたが、2015年に最初にギャラリー古藤でにて、慰安婦写真展の内容と開催を支持し、中止支持派を批判する人からの資金提供で開催されだした。その後も支持者によって、寄付金など私費で不定期に開催されていた。

## 表現の不自由展・その後
愛知県名古屋市で開催されたあいちトリエンナーレ2019にて、「表現の不自由展」ではなく、「表現の不自由展・その後」を初開催した。慰安婦像や「昭和天皇の写真を燃やし、灰を踏みつける映像」などが展示された。
しかし、税金投入イベントである「あいちトリエンナーレ2019」の芸術監督を担当した津田大介率いる運営委員会に展示が許可され、同じように国内左派層の支持する「表現の不自由」を主張する内容を展示したことで、国内右派との衝突が発生した。「昭和天皇の写真を燃やして、灰を踏みつける映像」や「戦前の日本国旗への寄せ書きやアメリカ国旗を使った「戦後の対米追従」で結果的にアメリカ人のために死んでいったことになる日本人の墓を意味する作品」など、右派だけでなく、無党派層や中道層にも不快感や不謹慎、やり過ぎと批判が起きた。しかし、“昭和天皇の写真を燃やす映像”や慰安婦像以外への批判も扱うメディアは極小数であった。
2021年7月に名古屋市で再展示が開催されたが、7月8日、会場に届いた郵便物に仕込まれていた爆竹が爆発、会場が臨時休館したため事実上中止となった。
東京会場では出展作品を展示する予定であった神楽坂のギャラリーにおいて、街宣右翼による街宣車などによる妨害行為を受けたことから、貸し出しを中止、代替会場が見つからなかったため展示を延期しているが、2022年の4月に国立市で開催された。

## 表現の不自由展かんさい
2021年7月16日～18日にかけて大阪市の大阪府立労働センターで開催された。
初日は開場前から並ぶ人々がおり、昼過ぎまでに初日の枠であった500人分のチケット配布が完了した。

### 利用承認の取り消しを巡る争い
開催前の6月に会場側が利用承認を取り消した問題で、大阪地方裁判所は取消処分の執行停止を命じ、会場の利用を認めた。会場側は特別抗告したが、大阪高等裁判所も地裁の決定を支持し特別抗告を棄却した。
会場側は最高裁判所へ特別抗告したが、7月16日に特別抗告が棄却され、大阪地裁の判決が確定した。

### 会場周辺における騒動
開催期間中、会場周辺では展示反対派による抗議活動や街宣車による巡回が繰り返し行われ、拡声器を用いた抗議やその場に居合わせた賛成派と対立するなどして一時騒然となった。また、会場周辺の警備と衝突による混乱を防ぐため大阪府警察の警察官が数十人規模で動員されたほか、会場周辺にはバリケードや警察車両も複数配置され、来場者に対しても入口で手荷物検査が行われるなど厳戒態勢の中での開催となった。

### 妨害活動
7月13日、「開催するなら施設を破壊する。人的攻撃も含む」などと書かれた脅迫文が会場に届いた。2022年10月13日、大阪府警察警備部が無職の男を強要未遂の疑いで逮捕した。
7月14日、準備中の会場に「サリン」と書かれた液体入りの袋が届き、職員が避難した。
7月16日、会期中に刃物が入った郵便物と開催に抗議する内容の文書が届き、施設側が東警察署に届け出た。
7月16日、「一般閲覧者に紛れてサリンまきます」などの投稿がSNSに行われた。2022年3月2日、投稿で施設側を脅したとして、大阪府警察警備部が無職の男を威力業務妨害の疑いで書類送検した。